# Svetlana Ljasjinskaja
Svetlana Ljasjinskaja (ryska: Светлана Ляшинская), född 1941 i Ryska SFSR, är en prisbelönt sovjetisk/rysk filmklippare som har medverkat i ett 30-tal filmproduktioner, bland annat efterarbetet med den Oscarsnominerade filmen Kommissaren (Комиссар), Volkodav med flera. Ljasjinskaja började sin karriär i Ukrainska SSR och jobbade då [när?] med TV-produktioner som hon även fortsatte med efter flytten till Moskva. Några år senare satsade hon helt på långfilmer. Hon avslutade sitt arbete 1993 och är bosatt i Sverige sedan dess.

## Filmografi i urval
- 1967 – Kommissarien (släppt först 1987)
- 1986 – Den ensamma resan
- 1993 – Zavesjtjanije Stalina